# Franco Gasparri
Gianfranco Gasparri (* 31. Oktober 1948 in Senigallia; † 28. März 1999 in Rom) war ein italienischer Schauspieler.

## Leben
Gasparri, der Sohn eines Malers und Filmplakatgestalters, lebte mit seiner Familie seit früher Kindheit in der italienischen Hauptstadt und spielte mit 12 Jahren in drei mythologischen Filmen die Rolle des jugendlichen Freundes des Helden. Nach Schulzeit und Militärdienst bei den Fallschirmjägern wurde der braunhaarige, schlanke, recht große Darsteller ab 1970 dank seines blendenden Aussehens zu einem der gefragtesten Stars der beliebten Fotoromane der Firma „Lancio“. Mitte des Jahrzehntes fragte dann auch der Film wieder an, wo er nach zwei romantischen Liebesfilmen in Stelvio Massis Polizeifilm-Trilogie um „Mark il Poliziotto“ Erfolg beim Publikum und den Kritikern hatte. Am 4. Juni 1980 verunglückte Gasparri mit seinem Motorrad schwer. Seine Karriere beim Film war nach der Querschnittlähmung und einem Leben im Rollstuhl beendet. Er wirkte nach 5 Jahren Rehabilitationstraining weiter als Redakteur für Fotoromane.
Gasparri war mit Stella Macallè verheiratet; das Paar hat zwei Kinder. Er starb 1999 nach Atemwegsproblemen.

## Filmografie (Auswahl)
- 1960: Die Irrfahrten des Herkules (Goliath contro i giganti)
- 1961: Herkules im Netz der Cleopatra (Sansone)
- 1962: Samson, Befreier der Versklavten (La furia di Ercole)
- 1975: Mark il poliziotto
- 1975: Das Ultimatum läuft ab (Mark il poliziotto spara per primo)
- 1976: The 44 Specialist (Mark colpisce ancora)